# Friedrich Geyr von Schweppenburg (Politiker, 1802)
Friedrich Wilhelm Reichsfreiherr Geyr von Schweppenburg (* 21. Juni 1802 in Köln; † 12. Mai 1859 in Soest) war ein deutscher Rittergutsbesitzer und Politiker aus dem Adelsgeschlecht Geyr von Schweppenburg.

## Leben
Geyr von Schweppenburg war der Sohn des Rittergutsbesitzers und Abgeordneten Cornelius Josef Ägidius Johann Lambert Reichsfreiherr Geyr von Schweppenburg (* 15. Juli 1754 in Aachen; † 25. September 1832 in Köln) und dessen Ehefrau Maria Anna Franziska Josefa Walburga von Becker aus dem Hause Benesis (getauft 4. August 1763 in Köln; † 16. Dezember 1820 ebenda). Er war katholisch und heiratete am 1. Juli 1829  Theresia Josephine Antoinetta Helena Maria Walburga Freiin von und zu Fürstenberg-Herdringen (* 20. März 1805 in Herdringen; † 28. April 1883 in Bonn). Erbe wurde der gemeinsame Sohn Friedrich Wilhelm Reichsfreiherr Geyr von Schweppenburg (* 26. Oktober 1831 auf Burg Müddersheim; † 10. August 1904 ebenda).
Geyr von Schweppenburg lebte als Rittergutsbesitzer auf Burg Müddersheim. 1855 wurde er zum königlichen Kammerherren ernannt.

## Politik
1840 nahm er als Ritterschaftsdeputierter an der Huldigungsfeier in Berlin teil. Von 1851 bis 1854 war er Abgeordneter im Provinziallandtag der Rheinprovinz im Stand der Ritterschaft und für die Regierungsbezirke Aachen/Düsseldorf. Von 1856 bis 1858 war er an der Landtagsteilnahme verhindert. Von 1853 bis 1855 war er Mitglied im Preußischen Abgeordnetenhaus. Ab 1851 war er Mitglied des Verwaltungsrates der Provinzialhilfskasse.